# Mascara
|  | Per a altres significats, vegeu «Mascara (desambiguació)». |

Mascara (àrab: معسكر, Muʿaskar, pronunciat localment Mʿaskar, transcrit en francès Mascara) és una ciutat d'Algèria capital de la província de Mascara, al nord-oest del país, al sud de les muntanyes Beni Chougran (Banu Shukran), a la vora d'un rierol afluent del uadi Sadi Tudjiman, a l'altre costat del qual hi ha el barri de Bab Ali.
Té una població d'uns 150.000 habitants (estimació del 2008). La seva població el 1926 era de 30.669 habitants (13.237 europeus i 44.481 jueus). Mascara deriva d'una paraula àrab que vol dir "Mare de soldats". És un centre comercial i mercat de la regió i centre administratiu. Els principals productes són la pell, grans, i olives i el seu derivat l'oli d'oliva; a Mascara hi ha bons vins que no tenen consum local. La ciutat vella en part en ruïnes queda dins les muralles.

## Història
Era un poble amazic fundat per Muhammad ibn Salih al-Ifrani dels Banu Ifran el 949/950. Ibn Hàwqal l'esmenta com un poble important. Els almohades hi van construir una fortalesa. Els zayyànides de Tlemcen hi tenien un governador i guarnició. Al segle xvi Lleó l'Africà fa notar la importància del seu mercat i diu que era una vila dels Beni Rasid (Banu Rashid).
Al segle xvi s'hi va establir una guarnició militar otomana. Hi van anar a viure molts andalusins que vivien a Algèria exiliats en el segle anterior. El 1701 va esdevenir capital del beylik de l'oest que fins aleshores estava a Mazuna a la regió del Dahra. Els beys hi van residir fins que els algerians van reconquerir Orà el 1797 i van construir alguns edificis entre els quals dues mesquites, una madrassa, una kasaba, així com un aqüeducte i algunes fonts. En aquest temps els andalusins van abandonar la ciutat en majoria vers el 1790 i els otomans hi van instal·lar jueus. La sortida del bey va provocar una certa decadència a la ciutat i les revoltes que van esclatar a la regió a l'inici del segle xix hi van contribuir. El 1805 el Darkawi Ibn Sharif es va apoderar de la ciutat i la va dominar algun temps. El 1827 fou atacada pel marabut Muhammad al-Tidjani amb suport de la tribu Hashim, que va dominar el barri de Bab Ali però va morir en lluita contra els otomans quan es disposava a ocupar la ciutat.

### Emirat de Mascara
L'Emirat de Mascara fou un estat creat a Algèria per la resistència àrab a l'ocupació francesa, que va existir entre 1832 i 1843 (de fet el 1836 la capital es va traslladar a Tagdempt i Mascara va ser ocupada pels francesos el 1841).
Quan els francesos van ocupar Alger el5 de juliol de 1830, es van aixecar grups de resistents i el seu cap Abd el-Kader fou proclamat soldà dels àrabs el 22 de novembre de 1832 per les tribus haixim, bani amir, i gharaba. Les seves forces però van fracassar davant Orà i Mostaganem (1833) encara que va aconseguir mantenir l'agitació.
El general Desmichels va negociar amb ell la pacificació (4 i 26 de febrer de 1834) i fou reconegut com a emir dels creients (amir al-munimin amb seu a Mascara; la seva autoritat s'estenia fins a la vora d'Alger (abril de 1835) però les seves pretensions van provocar la represa de la guerra.
El 28 de juny de 1835 va derrotar els francesos a Macta, però el 7 de desembre de 1835 el mariscal Clauzel, ajudat pels generals Oudinot, Perrégaux i d'Arlanges, va ocupar i cremar la ciutat (6 de desembre de 1835), que fou abandonada totalment pels àrabs després de saquejar-la totalment perquè els francesos no trobessin res, i de massacrar gran part dels jueus que, tot i aquest incident, estaven fins aleshores ben integrats a la vida local. Posteriorment (13 de gener de 1836, els francesos van ocupar Tremissèn (Tlemcen) (13 de gener de 1836) i van derrotar Abd al-Kader al ued Sikkak el 6 de juliol de 1836. Per tres vegades l'emir fou abandonat per les seves tropes, però tres vegades les va reagrupar.
El duc d'Orleans va aconseguir que el miler de jueus que havien sobreviscut acompanyessin els francesos en la seva retirada, però al no poder seguir el pas dels militars molts van morir i només una part va arribar a Mostaganem o a Orà, després d'haver perdut tots els béns i la família. Els jueus que es van quedar a Mascara, foren agafats per Abd el-Kader, en part per considerar a la comunitat traïdora col·lectivament i en part per conservar artesans hàbils. Molts jueus van tornar però van haver d'abandonar la vila el 1838 i el 1839 només en quedaven 240. El 1851 la comunitat jueva pujava a 345 membres.
Els francesos es trobaven bloquejats a les viles i els colons eren atacats arreu; les tribus aliades als francesos també patien represàlies. El govern de Lluís Felip va decidir negociar i es va signar el tractat de la Tafna (30 de maig del 1837) entre Abd al-Kader i Bugeaud. Els francesos conservaven Orà, Arzeu, Mostaganem, Alger, Blida i Kolea, i l'emir rebia la província d'Orà, part de la d'Alger i tot el beilicat del Titteri.
Del juliol de 1837 al novembre del 1839 hi va haver pau i l'emir va aprofitar per organitzar les seves tropes. La seva capital es va establir a Tagdempt, i es va fer reconèixer per tots els caps de tribus fins al Marroc i el Sàhara. L'ambigüitat del tractat va fer que entrés en territori que els francesos consideraven que no hi tenia dret; el general Valée va proposar un tractat addicional aclaridor però Abd al-Kader no el va voler signar. L'expedició "Portes de ferro" en la que el duc d'Orleans va unir Constantina i Alger, va servir de pretext a Abd al-Kader per reprendre la guerra i el 20 de novembre de 1839 les seves forces van envair la Mitidja, saquejant els establiments i massacrant els colons; Alger estava amenaçada; els francesos van ocupar la Miliana i Medea (maig i juny del 1840) però això no ho va resoldre, ja que les guarnicions franceses havien de ser abastides per combois que eren objecte d'atacs.
El 29 de desembre de 1840 el general Bugeaud fou nomenat governador general. Entre 1841 i 1843 va ocupar les ciutats de Tagdempt, Mascara, Boghar, Taza, Saïda, Tremissèn (Tlemcen), Sebdou i Nedroma i va fer expedicions per tot el país intentant capturar el seu enemic i destruir les seves forces. El dia 16 de maig de 1843 la nova capital de l'emir, Smala, fou ocupada; les tribus es van començar a sotmetre a França.

### Domini francès
Sota domini francès Mascara fou una sotsprefectura. Joseph Valentin Voisins d'Ambre (1805-1890) en fou sotsprefecte de 1858 a 1868. La regió va restar amazigòfona almenys fins al 1936. Durant la guerra de la independència una guerrilla del FLN va operar a la zona, al peu de l'Atles del Tell. Els anys noranta hi va haver una guerrilla del GIA. Va patir un fort terratrèmol el 18 d'agost de 1994, que va causar la mort a 171 persones.

## Personatges il·lustres
- Lakhdar Belloumi, futbolista

## Agermanaments
- Elkader, EUA
- Esmirna, Turquia